# Бомонт (Калифорния)
Бомонт (англ. Beaumont) — город в округе Риверсайд, штат Калифорния, США. Согласно переписи 2021 года в городе проживает 55 280 человек.

## География
Город расположен на вершине перевала Сан-Горгонио, между хребтом Сан-Бернардино, горой Сан-Горгонио на севере и горами Сан-Джасинто на юге недалеко от Калимесы. 
Полная площадь города — 78,56 км², из которых 78,52 км² — занимает суша и 0,04 км² приходится на водную поверхность.

## Население
| Год переписи | Нас.  |  | %±     |
| ------------ | ----- |  | ------ |
| 1920         | 857   |  | —      |
| 1930         | 1332  |  | 55,4%  |
| 1940         | 2208  |  | 65,8%  |
| 1950         | 3152  |  | 42,8%  |
| 1960         | 4288  |  | 36%    |
| 1970         | 5484  |  | 27,9%  |
| 1980         | 6818  |  | 24,3%  |
| 1990         | 9685  |  | 42,1%  |
| 2000         | 11384 |  | 17,5%  |
| 2010         | 36877 |  | 223,9% |
| 2020         | 53036 |  | 43,8%  |

В 2020 году в городе проживало 53 036 человек, насчитывалось 15 610 домашних хозяйств. Население Бомонта по возрастному диапазону распределилось следующим образом: 31,1 % — жители младше 18 лет, 55,4 % — от 18 до 65 лет и 13,5 % — в возрасте 65 лет и старше. Расовый состав: белые — 56,0 %, афроамериканцы — 8,7 %, азиаты — 8,2 %, коренные американцы — 1,2 % и представители двух и более рас — 11,8 %. Высшее образование имели 26,5 %.
В 2020 году медианный доход на домашнее хозяйство оценивался в 92 797 $. 8,8 % от всей численности населения находилось на момент переписи за чертой бедности.